# Piotr Rumiàntsev
Piotr Rumiàntsev (rus: Пётр Румянцев)  (Stroiești, 4 de gener de 1725 (Julià) - Taixan, 8 de desembre de 1796 (Julià)), fou un comandant i teòric militar rus, fill del general Aleksandr Rumiàntsev (1725-1796). Fou educat pel cèlebre pedagog T. M. Senutovitx.
Durant la Guerra dels Set Anys va un notable èxit contra els prussos amb la captura de Kolberg a Pomerània, permetent el proveïment dels russos exèrcits a Europa central per mar, considerablement més ràpid i segur doncs la cavalleria prussiana no podia interceptar vaixells russos al Bàltic i canviant l'equilibri de poder de manera decisiva contra Prússia Va gaudir del favor especial de Pere III, i l'emperadriu Caterina II el va nomenar governador de Malorrúsia per tal d'aconseguir la unió administrativa de tot el territori rus. A ell se li deu l'anomenat cens de Rumianzov, és a dir cens general dels habitants, amb l'objecte de determinar els furs i les possessions dels cosacs i dels camperols, el manuscrit d'aquest document es conserva, a part, a la Biblioteca de la Universitat de Kíev i, en part, a l'Acadèmia de Sant Petersburg, considerant-ho fins als nostres dies com la font històrica més important respecte a la Petita Rússia a la riba esquerra del Dnièper.
A instàncies de Piotr Rumiàntsev, el 1756 es va reunir a Moscou una Comissió encarregada d'elaborar les normes administratives per a la Petita Rússia. En esclatar el 1768 la guerra russo-turca li fou conferit a Piotr Rumiàntsev el comandament del 2n. exèrcit per protegir les fronteres russes contra la invasió tàrtara. Mentrestant, l'emperadriu, disgustada per la morositat del cap del 1r. exercit, A. M. Galicyn, va manar destituir a aquest, nomenant en el seu lloc a Piotr Rumiàntsev. Malgrat la insuficiència de les tropes, va emprendre l'avenç, aconseguint una brillant victòria, el 7 de juliol de 1775, sobre els turcs i tàrtars, i derrotant amb 25.000 homes a 80.000 enemics. El 21 del mateix mes va dispersar a prop de Cahul les forces enemigues, deu vegades superiors als russos.
D'aquesta manera va acabar adquirint la fama d'un dels primers estrategs del segle xviii. Perseguint l'enemic, Piotr Rumiàntsev va ocupar les regions d'Izmaïl, Kiliya, Akerman, Brakhov, Izakcha, Bendery, etc... El 1771 va concentrar la seva activitat sobre la riba del Danubi; en 1773 va encarregar a Saltykov l'ocupació de Russe i va posar setge a Silistra. No havent aconseguit cap èxit amb el setge de Silistra i Varna, Piotr Rumiàntsev va anar concentrant el nucli de les seves forces a la riba esquerra del Danubi. El 1774, al capdavant de 50.000 soldats, va marxar contra 150.000 turcs concentrats als voltants de Sumla, i, havent aconseguit interrompre la comunicació del visir amb Adrianopolis, va provocar entre els enemics un pànic tan sobtat, que el visir va acceptar irremissiblement pau imposades per Piotr Rumiàntsev al Tractat de Küčük Kaynardja.
Pels seus grans mèrits se li va concedir el dret d'usar el sobrenom de Zadunajsky (el Transdanubià). Les seves victòries van ser perpetuades en els obeliscs a Tsarskoiesel i Sant Petersburg, erigits per l'emperadriu. Piotr Rumiàntsev va refusar l'oferiment de Caterina II de celebrar una entrada triomfal a Moscou. Conjurada la guerra, va tornar a la Petita Rússia, acabant la seva tasca el 1782, any en què va ser introduïda en aquesta regió la Constitució civil, idèntica a la de la resta de Rússia. Durant la seva administració va arribar a reunir enormes riqueses. El famós poeta rus Gavriïl Derjavin va perpetuar la memòria de Piotr Rumiàntsev al seu poema Vodopad (La Contracta).
El seu fill Nikolai Rumiàntsev (1754-1826), fou un polític i escriptor famós.